# Buléon
Buléon (bretonisch: Buelion) ist eine französische Gemeinde mit 546 Einwohnern (Stand 1. Januar 2022) im Département Morbihan in der Region Bretagne.

## Geographie
Buléon liegt im südlichen Teil der Bretagne im Zentrum des Départements Morbihan und gehört zum Pays de Pontivy.
Nachbargemeinden sind Lantillac im Norden, Guégon im Osten, Guéhenno im Südosten und Süden, Bignan im Südwesten, Saint-Allouestre im Westen sowie Radenac im Nordwesten.
Durch den Ort verlaufen die D165 als Verbindung von Radenac nach Plumelec sowie die D155 von Saint-Jean-Brévelay nach Ménéac. Wichtig für den überregionalen Verkehr ist die N24 von Lorient nach Rennes. Diese verläuft quer durch die Gemeinde. Buléon hat einen eigenen Anschluss.
Die beiden Bäche Sainte-Anne und Ruisseau de la Ville sind die Hauptgewässer der Gemeinde.

## Geschichte
Die Gemeinde gehört historisch zur bretonischen Region Bro-Gwened (frz. Vannetais) und innerhalb dieser Region zum Gebiet Reter Bro Gwened (frz. Vannetais oriental) und teilt dessen Geschichte. Von 1801 bis zu dessen Auflösung am 10. September 1926 gehörte sie zum Arrondissement Ploërmel. Von 1793 bis zu dessen Auflösung 1801 gehörte Buléon zum Kanton Bignan. Seither ist die Gemeinde dem Kanton Saint-Jean-Brévelay zugeteilt.

## Bevölkerungsentwicklung
| Jahr      | 1962 | 1968 | 1975 | 1982 | 1990 | 1999 | 2006 | 2019 |
| Einwohner | 546  | 523  | 540  | 509  | 492  | 424  | 436  | 540  |

## Sehenswürdigkeiten

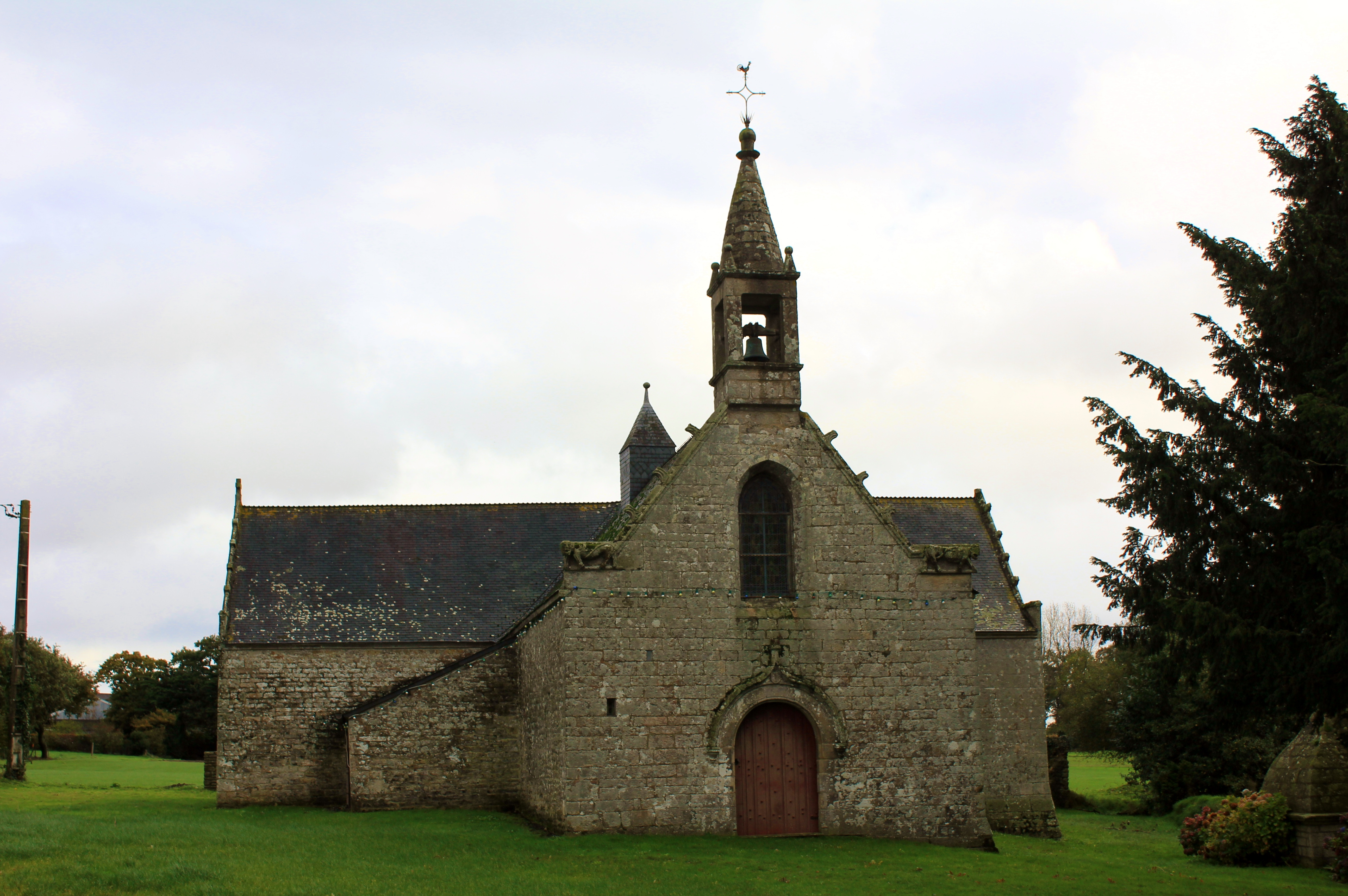
Kapelle Sainte-Anne

Siehe auch: Liste der Monuments historiques in Buléon
- Dorfzentrum, genannt Le Bourg
- Kirche Ste-Brigitte-St-Georges von 1863 (teilweise Reste der Vorgängerkirche integriert) mit Kreuz aus dem 17. Jahrhundert
- Kapelle Sainte-Anne aus dem 16. Jahrhundert im gleichnamigen Ort
- Schloss La Ferrière aus dem 19. Jahrhundert

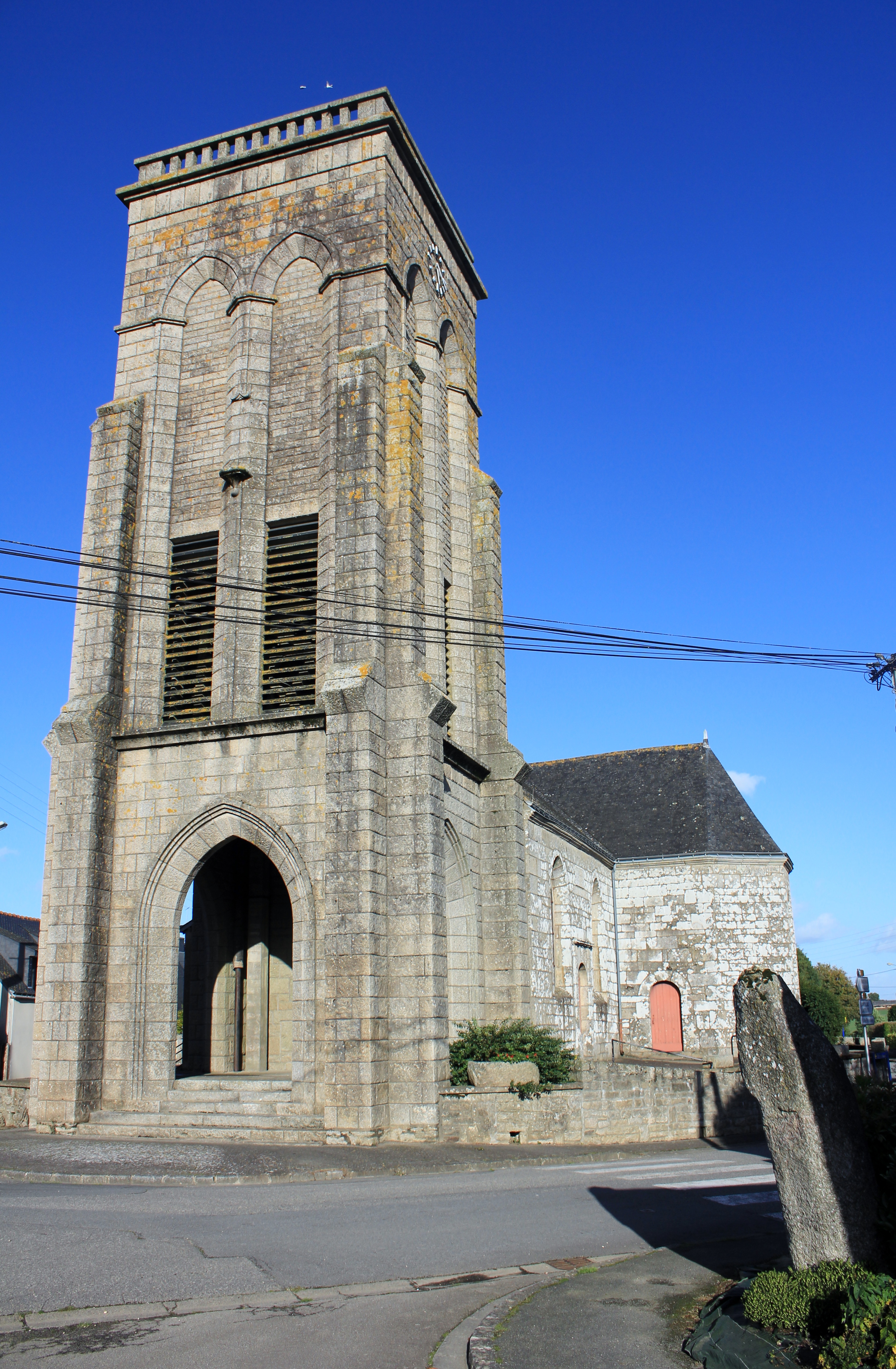
Kirche Sainte-Brigitte-et-Saint-Georges

- Windmühle von La Ferrière

Quelle: